# White Horse (Dakota del Sud)
White Horse (lakota: šuŋgská oyáŋke; "Comunitat Cavall Blanc") és una població dels Estats Units a l'estat de Dakota del Sud. Segons el cens del 2000 tenia 180 habitants.

## Demografia
Segons el cens del 2000, White Horse tenia 180 habitants, 39 habitatges, i 37 famílies. La densitat de població era de 22,1 habitants per km².
Dels 39 habitatges en un 76,9% hi vivien nens de menys de 18 anys, en un 25,6% hi vivien parelles casades, en un 61,5% dones solteres, i en un 2,6% no eren unitats familiars. En el 2,6% dels habitatges hi vivien persones soles el 2,6% de les quals corresponia a persones de 65 anys o més que vivien soles. El nombre mitjà de persones vivint en cada habitatge era de 4,62 i el nombre mitjà de persones que vivien en cada família era de 4,32.
Per edats la població es repartia de la següent manera: un 51,7% tenia menys de 18 anys, un 12,2% entre 18 i 24, un 25% entre 25 i 44, un 10% de 45 a 60 i un 1,1% 65 anys o més.
L'edat mediana era de 17 anys. Per cada 100 dones de 18 o més anys hi havia 61,1 homes.
La renda mediana per habitatge era de 24.545 $ i la renda mediana per família de 23.977 $. Els homes tenien una renda mediana de 27.750 $ mentre que les dones 25.000 $. La renda per capita de la població era de 6.963 $. Entorn del 31,4% de les famílies i el 41,5% de la població estaven per davall del llindar de pobresa.

## Poblacions més properes
El següent diagrama mostra les poblacions més properes.